# لیدی لشور
لیدی لشور (انگلیسی: Lady Leshurr؛ زادهٔ ۱۵ دسامبر ۱۹۸۷) موسیقی‌دان اهل بریتانیا است. وی از سال ۲۰۰۹ میلادی تاکنون مشغول فعالیت بوده است.
از فیلم‌ها یا برنامه‌های تلویزیونی که وی در آن نقش داشته است می‌توان به ۱ روز اشاره کرد.